# Zanclopteryx aculeataria
Zanclopteryx aculeataria är en fjärilsart som beskrevs av Herrich-Schäffer 1855. Zanclopteryx aculeataria ingår i släktet Zanclopteryx och familjen mätare. Inga underarter finns listade i Catalogue of Life.